# Троицкий собор (Подольск)
Тро́ицкий собо́р — православный храм в городе Подольске Московской области, кафедральный собор Подольской епархии Русской православной церкви и центр Подольского благочиннического округа. Настоятель — архиепископ Аксий (Лобов).

## История
Собор был построен в 1819—1832 годах в честь победы в Отечественной войне 1812 года по проекту мастера школы Осипа Бове, знаменитого реконструкцией Москвы после пожара 1812 года. Церковные Торговые ряды, которые находились рядом с собором в советское время были разобраны, а на их месте были построены замечательные многоквартирные дома.
В 1880-е годы храм был утеплён, сооружён новый иконостас с драгоценными серебряными ризами. В 1898 году была обновлена и трапезная, вновь сооружены иконостасы и приобретена церковная утварь.
В годы советской власти Троицкий собор был единственным действующим городским собором Московской области.
С 1920 года храм стал одним из кафедральных соборов Московской епархии (таковым он является ввиду наличия титулярных (то есть не имеющих административной власти над данным городом) викариев с титулом «Подольский»). Первым епископом Подольским был Пётр (Полянский) − будущий Патриарший Местоблюститель, священномученик.
Настоятелем собора с начала 1940-х годов до кончины 7 января 1954 года служил архимандрит Гавриил (Григорьев), постриженник Тихоновой пустыни.

## Архитектура, убранство и устройство собора
Собор создавался как композиционный центр всей городской застройки, определяющей архитектурный облик Подольска. Поставленный на высоком холме над рекой Пахрой, собор возвышается над окрестностью, издалека привлекая к себе внимание и оживляя панораму города.
Храм представляет собой пятикупольный храм в стиле ампир. Оштукатуренное здание выполнено из кирпича с белокаменными деталями.
С западной стороны к собору примыкает трёхнефная трапезная и трёхъярусная колокольня.
Главный престол — в честь Пресвятой Троицы; боковые приделы: северный — в честь Успения Пресвятой Богородицы; южный — во имя святых апостолов Петра и Павла.

## Чтимые святыни
- Иерусалимская икона Божией Матери, почитаемая верующими горожанами за избавление в 1866 году города от холеры.

Образ является копией иконы перенесённой во время эпидемии холеры из Бронниц в Подольск.
- Два мощевика с частицами мощей 140 святых.
- Икона новомучеников Подольских.

## Территория собора
2 (15) октября 1912 года к 100-летию Отечественной войны 1812 года перед собором был установлен памятник-обелиск гренадерам Милорадовича, павшим на Подольской земле в 1812 году. В годы советской власти был переделан в памятник Карлу Марксу, но в 1995 году был восстановлен. Памятник увенчан Александровским гербом. На памятнике табличка: «22 сентября 1812 года. Русские под начальством Генерала Милорадовича, сражаясь весь день между с. Вороновым и Тарутиным с корпусом Мюрата, преградили французам путь к лагерю русской армии во главе Кутузовым».

## Интересные факты
- Среди исторических церковных зданий южного Подмосковья Троицкий собор единственный имеет пятиглавое завершение.
- Один из немногих городских соборов в России, который не закрывался в советское время.

## Приход

### Приписные храмы
К приходу Троицкого собора приписан крестильный храм священномученика Владимира Киевского с баптистерием для крещения взрослых полным погружением.

### Воскресная школа
Воскресная школа при соборе была открыта в 1991 году. В настоящее время она является одной из самых больших школ Московской епархии, с восьмилетним сроком обучения.
В 2002 году на базе школы была создана Православная молодёжная организация «Протос», призванная объединить подростков в труде, в занятиях, отдыхе и паломничествах.